# Maximiliano Ceratto
Maximiliano Iván Ceratto (Río Gallegos, 21 aprile 1988) è un calciatore argentino, centrocampista del Dep. Linares.